# Cris
Cris, Cristiano Marques Gomez, född den 3 juni 1977 i Guarulhos, Brasilien, är en tidigare brasiliansk fotbollsspelare (mittback) och nuvarande tränare i Lyon U-19. Under landslagskarriären som sträckte sig mellan 2001 och 2006 spelade han 17 matcher för Brasilien och gjorde ett mål. Efter 9 år i Olympique Lyonnais skrev han på för den turkiska klubben Galatasaray SK 2012.

## Meriter
- Brasilianska ligan 1998, 2003
- Brasilianska cupen 1995, 2000
- Ligue 1 2005, 2006
- Copa América 2004